# جيمس إي. بوتنام
جيمس إي. بوتنام هو سياسي أمريكي، ولد في 18 أبريل 1940 في أرمور في الولايات المتحدة. نشط حزبياً في الحزب الجمهوري. وقد انتخب عضو مجلس نواب داكوتا الجنوبية ‏.